# Kalangbret
Kalangbret is een bestuurslaag in het regentschap Tulungagung van de provincie Oost-Java, Indonesië. Kalangbret telt 1228 inwoners (volkstelling 2010).